# 高島 (島根県)
高島（たかしま）は、島根県益田市北部の沖（同市大浜漁港より）約12kmに浮かぶ島。別名・七戸島。島根県益田市に属する。
最盛期の1960年（昭和35年）には125人の島民が暮らし、島内に益田市立鎌手小学校・益田市立鎌手中学校の分校があった。しかし、過疎化の進行に加え、1972年（昭和47年）の集中豪雨災害（後述）などで大きな被害を受けたため、1975年（昭和50年）3月に全住民が対岸の益田市土田町に集団移住して無人島となった。
現在は磯釣りスポットとなっている。

## 自然

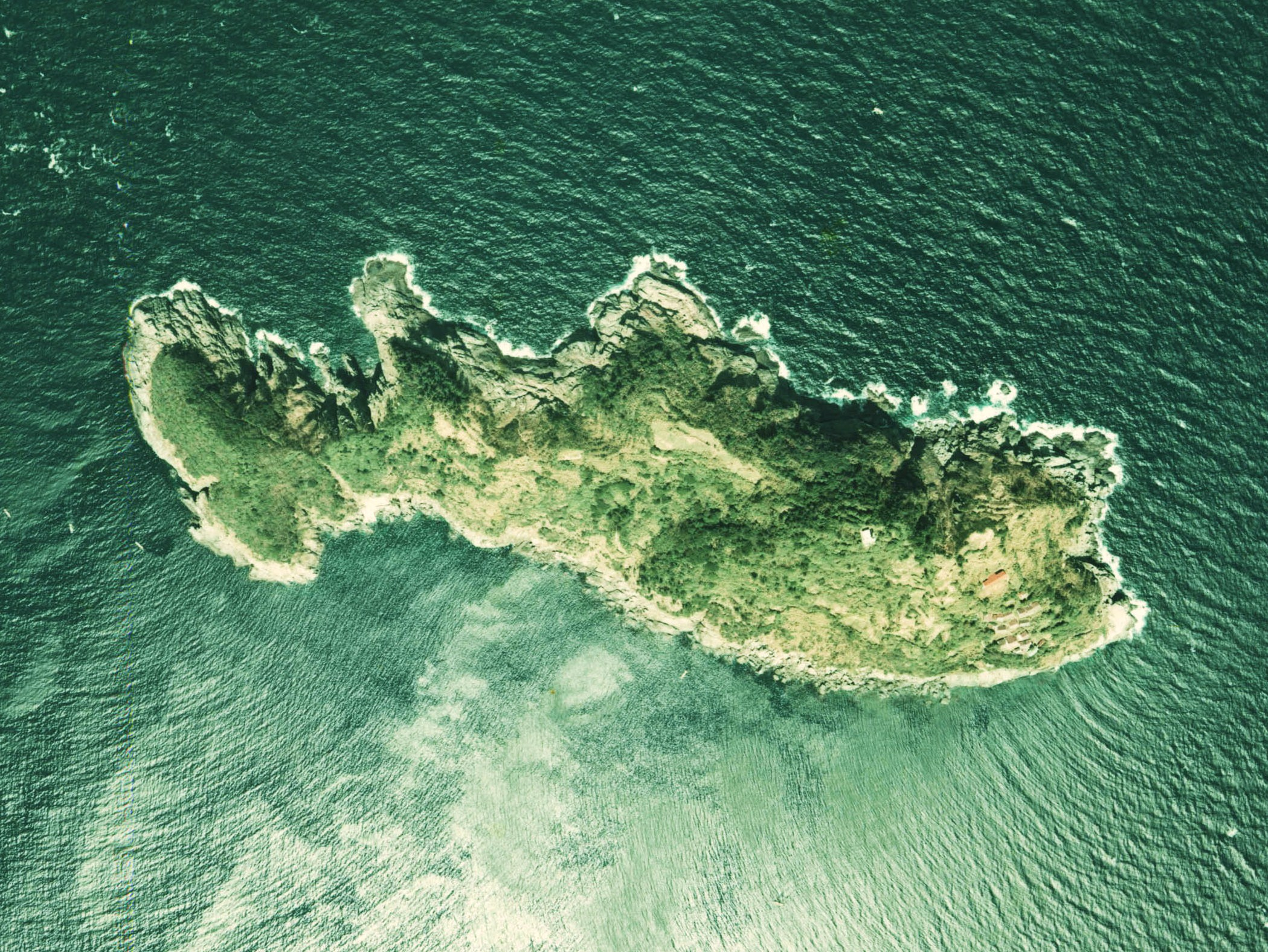
高島の空中写真（1976年撮影）
無人島化された翌年の撮影。整備された港は無く、車道も無い。急斜面に家屋や畑地が見えるが、平坦地が全く無い急峻な地形である。

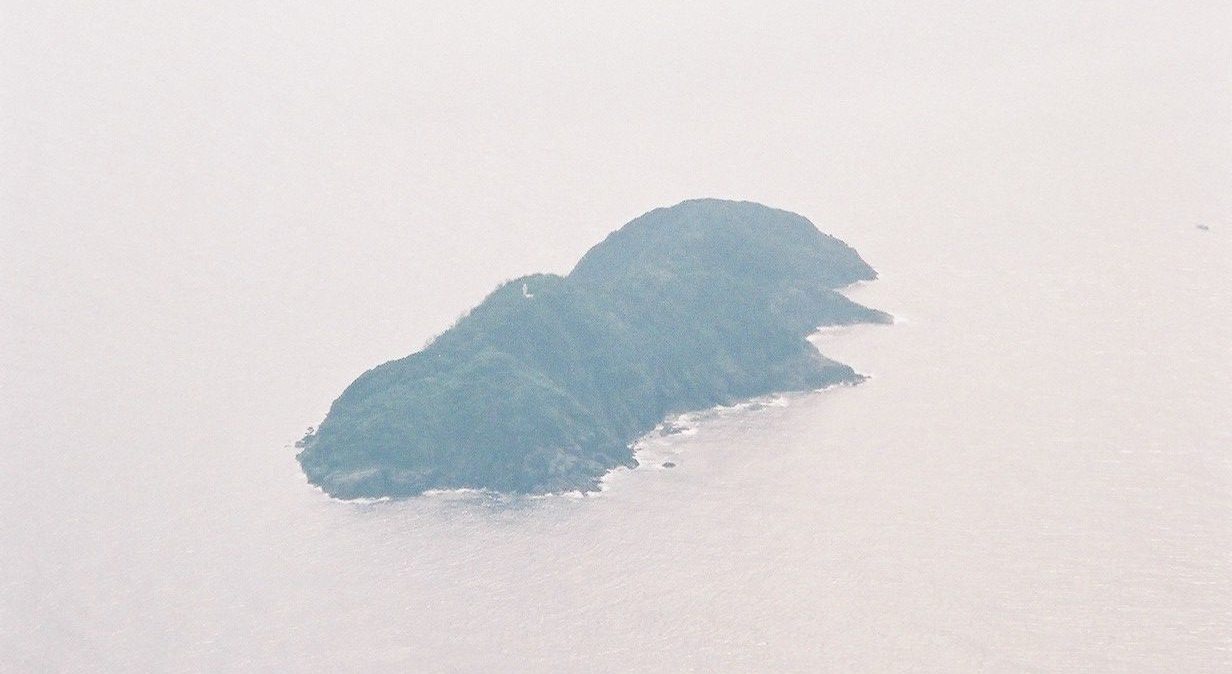
高島上空（北東）からの撮影。山頂に灯台が見える。（2006年）

輝石安山岩などの墳出岩からなり、海岸線は日本海による海食を受けて断崖となっている。東に標高約117.4m、西に80mの2つの山があり、平地はほとんど存在しない。河川も存在しない。
島全体が暖流である対馬海流に囲まれているため比較的温暖で、霜や雪は少ない。年平均気温は16℃前後と島根県内で最高である。
本居宣長は『玉勝間』にネズミの多い島と記しており、ハタネズミ・アカネズミが生息する。また、周囲の断崖にはカヤツリグサ科のヒゲスゲが生い茂り、オオミズナギドリの生息地となっている。

## 生活
現在は無人島であるが、最盛期の1960年（昭和35年）には125人の島民が暮らし、海藻類・貝類・ウニ類の採取や船を出してのイカ・イサキ漁のほか、南東斜面のわずかな平地を集落や段々畑に利用してムギ・豆・サツマイモや野菜を栽培して生活していた。島民の一部には遠洋漁業の乗組員として生計を立てる者もいたものの、名産の「高島海苔」と髪油用のツバキの実が数少ない現金収入源であった。
本土との連絡は月4便の市営渡船が運行されていた。しかし、港とは名ばかりの船着場であり、冬季や荒天時の寄港は困難であった。この他の緊急連絡手段としては、古来からの狼煙に頼っていたが、1959年（昭和34年）に無線電話が開通して災害時や急患時に大きな役割を果たした。
生活用水としては雨水のほか湧水を利用していたが、1951年（昭和26年）に貯水槽が完成。1962年（昭和37年）には給水設備が整えられた。

## 歴史
高島に人が住み始めた時期については詳らかではない。応永年間に、高島を根拠地とする海賊が現れたため、石見を支配していた益田兼理が兵を送って平定したという。その後、高島に常住する者が現れた。移住者については出羽（現邑南町）の武士の亡命説、馬木城（現奥出雲町）の武士の漂流説、茶臼山城（現浜田市）の水軍の逃亡説など諸説あり、遅くとも15世紀後半には定住者がいたと言われている。
江戸時代には浜田藩の領地となった。正徳元年（1711年）秋、ネズミが大量発生して耕作物や草木の根を食い荒らした。不漁も重なり、島民は浜田藩に生活困窮を訴えたが解決されず、翌年に全員が対岸の本土へ逃散した（高島島民離島事件）。藩は帰島するよう様々な手を尽くして説得したが、最終的に島長を含む4戸18人が帰島したにとどまった。残りの6戸29人はそのまま本土に土着したという。
もともと「七戸島」の別称が示すように、戸数が増えすぎることを避けてきたが、明治以降堕胎が禁止されたため、急激に人口が増加した。生活に必要な施設・設備も少しずつ整備されていき、1912年（明治45年）に分教場を設置、1946年（昭和21年）の学制改革で鎌手村立鎌手小学校・中学校の分校となった。1952年（昭和27年）には発電機が設置されて高島に初めて電灯がともり、1962年（昭和37年）には新型の自家発電機が導入されて、テレビ受像が可能になった。
しかし、過疎化の進行に加え、1963年（昭和38年）の三八豪雪、1972年（昭和47年）の集中豪雨で大きな被害を受けたため、防災集団移転事業が適用され全島民が本土へ集団移住することになった。1975年（昭和50年）3月、島民の希望で益田市土田町後溢地区の高島が望める高台（「高見」地区と名づけられた）に集団移住し、以後無人島となった。なお、無人島化したことにより2015年（平成27年）4月1日付で離島振興対策実施地域から指定解除された。

### 年表
- 応永年間 - 高島を根城にしていた海賊を益田兼理が討伐
- 1711年（正徳元年） - 鼠害と不漁が重なり全島民が本土へ逃散、翌年一部帰島（高島島民離島事件）
- 1771年（明和8年） - 船着場改修
- 1889年（明治22年） - 町村制施行、美濃郡鎌手村に属する
- 1895年（明治28年） - 能海寛が寺子屋開設
- 1903年（明治36年） - 高島漁業組合設立（後に大浜浦漁業組合と合併して大浜浦漁業協同組合となる）
- 1907年（明治40年） - 夏休み中の鎌手小学校教員の派遣が始まる
- 1912年（明治45年） - 分教場設置
- 1937年（昭和12年） - 船着場を拡張整備
- 1946年（昭和21年） - 学制改革により分教場が鎌手村立鎌手小学校・中学校の分校となる
- 1952年（昭和27年） - 発電機設置
- 1955年（昭和30年） - 鎌手村が益田市に編入合併
- 1962年（昭和37年） - 発電機が故障したため新型の自家発電機を導入。分校の新校舎竣工
- 1963年（昭和38年） - 三八豪雪で甚大な被害、美保基地所属の航空自衛隊機によって生活物資投下
- 1966年（昭和41年） - 高島灯台建設
- 1972年（昭和47年） - 集中豪雨による崖地崩壊により壊滅的な被害
- 1973年（昭和48年） - 伊達知事来島、全島民の集団移住が決定
- 1975年（昭和50年） - 全島民が本土に集団移住
- 2015年（平成27年） - 離島振興法指定解除

## 神話・伝承

### 乙子狭姫伝説
大宜都比売命の末子、乙子狭姫（おとごさひめ, おとこさひめ）が、朝鮮半島から赤雁の背に乗って日本にやってきて最初に降り立った島が「鷹の住む島」、今日の高島であったという伝説がある。母から託された作物の種子を持ちやってきたが、大山祇神の遣いである鷹に、肉食であるため不要であると追い払われた。このため、高島では作物があまり収穫できないのだという。

### お伊勢島伝説
対岸の津田から、お伊勢という美しい娘が高島に嫁いできた。しかし、しばらくすると島の生活に飽き、親元へ戻りたいと考えるようになった。対岸までの距離が3里であると聞いたお伊勢は、島の周囲が1里であることから3周泳げるようになれば泳いで帰れると考え、毎晩泳ぎを練習した。ある日、ついに3周泳ぐことができたお伊勢は、そのまま対岸へと泳ぎ始めた。本土まであと半里の岩礁にたどり着き、はるか遠くなった高島と、眼前に大きく近づいた本土を見て安堵感から気が緩んだお伊勢は、疲労もあって気を失い、そのまま命を落としたという。
以来、この岩礁を「伊勢島」と呼び、月夜の晩にはお伊勢の声が聞こえてくると伝えられている。。

## 灯台

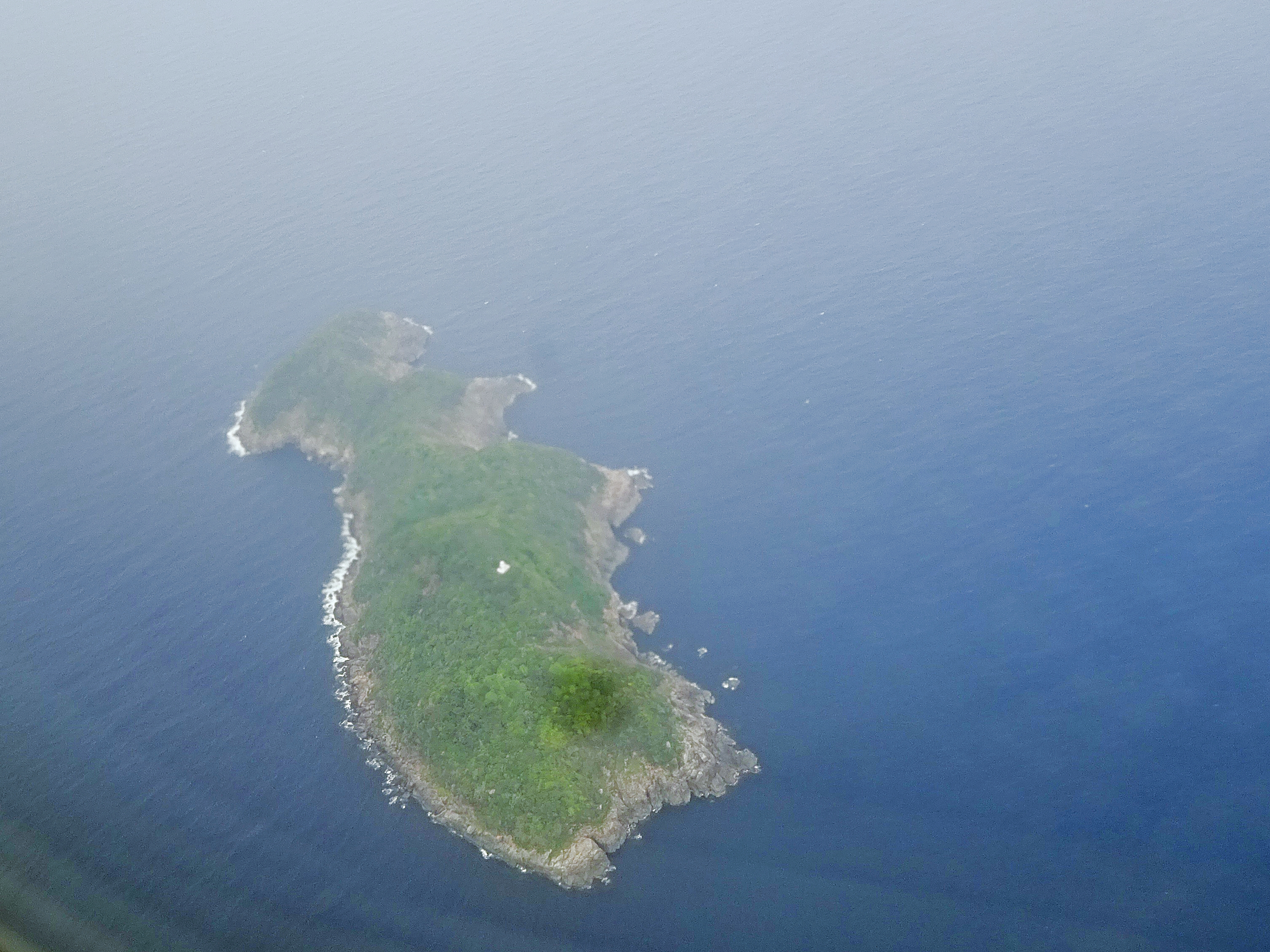
高島を空撮（2021年）
山頂に白い灯台が確認できる

高島灯台は、昭和40年度航路標識整備新営工事として建設された沿岸大型灯台。1966年（昭和41年）3月初点灯。白色円形コンクリート建築。当初から無人管理の灯台であり、室温調整・電球交換など完全に自動化されている。機器の動作状況は浜田航路標識事務所へ電波で送られ遠隔管理されている。